# Zvláštní skupina D
Zvláštní skupina D, známá též jako Skupina ZÚ (zvláštních úkolů), bylo účelové zařízení vytvořené při 1. oddělení II. odboru (zpravodajského) Ministerstva národní obrany (MNO) československé exilové vlády v Londýně během 2. sv. války. Úkolem Zvláštní skupiny (ZS) byly výcvik a příprava parašutistů vybraných pro výsadky do zemí střední Evropy okupovaných nacistickým Německem, ale především do Protektorátu Čechy a Morava.

## Vznik a historie
ZS vznikla začátkem roku 1941 na základě dohody mezi přednostou zpravodajského odboru MNO plk. gšt. Františkem Moravcem a představiteli britské zpravodajské organizace SOE.

## Činnost
ZS prováděla výběr budoucích parašutistů, zajišťovala jejich výcvik a celkovou přípravu ve výcvikových střediscích SOE pod vedením britských instruktorů a dále potom vytvářela dispozice pro jejich operační nasazení v týlu nepřítele a zajišťovala jejich vystrojení a vyzbrojení. Poté je předávala zpravodajskému oddělení MNO k nasazení.

### Výběr
Příslušníci budoucích výsadkových jednotek byli vybíráni z řad čs. zahraničního vojska v Anglii. Mezi hlavní požadavky pro zařazení do výcviku patřila výborná fyzická a psychická odolnost, spolehlivost a inteligence. Adepti na výcvik museli být dobrovolníci.

### Výcvik
Základní výcvik adeptů probíhal pod dohledem instruktorů v odlehlých částech Skotska. Zde kromě fyzické přípravy skládající se z pochodů, zrychlených přesunů a překonávání překážek získávali frekventanti znalosti z diverzní a sabotážní činnosti (práce s výbušninami a zápalnými látkami), pudové střelby, střelby ze zálohy a tiché likvidace protivníka (silent killing). Další výcvik se skládal ze spojařského výcviku, orientace v mapě a taktiky (vedení a plánování), fotografování, šifrování, psychologické přípravy, základů konspirace a organizace odbojových skupin.
Po ukončení základního výcviku prodělali adepti paravýcvik. Ten probíhal na základnách RAF v Central Landing Schools ve Wilmslow, v Mallaigu a na letišti RAF Ringway. Rozšířený radistický výcvik probíhal v Duke Hill a Fanny Neuk.
Po ukončení výcviku byly z frekventantů kurzu sestaveny operační skupiny. Těm bylo určeno budoucí poslání, které mohlo být zpravodajské, přijímací (příprava prostředí pro příjem dalších výsadků), kurýrní, sabotážní, zásobovací, spojovací či bojové. Příslušníci, kteří nebyli zařazeni do operačních skupin, se vraceli ke svým jednotkám, s možností budoucího zařazení.

## Struktura
ZS se dělila na sekce
- Velitelskou
- Výcvikovou
- Týlovou

Velitelství a štáb ZS se nacházelo v Londýně. V čele ZS stál mjr. pěch. Karel Paleček.